# José Clayton
José Cláyton Menezes Ribeiro (ismert nevén Cláyton; São Luís, 1974. március 21. –) brazil-tunéziai labdarúgóhátvéd.